# 인천 유나이티드 FC U-12
인천 유나이티드 FC U-12(Incheon United Football Club Under 12)는 인천 유나이티드 FC의 12세 이하 유소년 축구단이다.
인천 유나이티드 FC의 U-12팀인 인천 유나이티드 U-12팀은 U-15팀과 U-18인 광성중학교와 인천대건고등학교와 같은 학교와 협약을 맺어 운영하는 것이 아니라 유소년 클럽팀의 형식으로 운영하고 있다.

## 같이 보기
- 인천 유나이티드 FC
- 광성중학교 축구부
- 인천대건고등학교 축구부